# 新疆提督
新疆提督是清朝統領新疆地区軍務的最高軍事長官，為從一品官。

## 沿革
- 雍正十三年（1735年），設哈密提督。
- 乾隆二十四年（1759年），移安西提督駐巴里坤，更名巴里坤提督。
- 乾隆二十九年（1764年），移駐烏魯木齊，更名烏魯木齊提督。
- 光緒十一年（1885年），移駐喀什噶爾，更名喀什噶爾提督。

## 歷任提督
| 姓名           | 任職時間                              | 卸職時間                              | 卸職原因             |
| -------------- | ------------------------------------- | ------------------------------------- | -------------------- |
| 永常           | 乾隆五年 1740年                       | 乾隆九年五月戊寅 1744年6月11日        | 與甘肅提督互改       |
| 李繩武         | 乾隆九年五月戊寅 1744年6月11日        | 乾隆十三年八月甲申 1748年9月24日      | 與甘肅提督互改       |
| 永常           | 乾隆十三年八月甲申 1748年9月24日      | 乾隆十四年六月庚子 1749年8月6日       | 改甘肅提督           |
| 王能愛         | 乾隆十四年六月庚子 1749年8月6日       | 乾隆十四年十一月庚午 1750年1月3日     | 因病解職             |
| 永常           | 乾隆十四年十一月庚午 1750年1月3日     | 乾隆十六年九月庚寅 1751年11月14日     | 改湖廣總督           |
| 李繩武         | 乾隆十六年九月庚寅 1751年11月14日     | 乾隆十七年六和癸卯 1752年7月24日      | 革職                 |
| 綽爾多         | 乾隆十七年 1752年                     | 乾隆十七年十二月戊戌 1753年1月15日    | 改黑龍江將軍         |
| 王進泰         | 乾隆十七年十二月戊戌 1753年1月15日    | 乾隆十九年四月壬午 1754年4月24日      | 改甘肅提督           |
| 豆斌           | 乾隆十九年四月壬午 1754年4月24日      | 乾隆二十一年四月 1756年5月            | 病免                 |
| 冶大雄（署理） | 乾隆二十年 1755年                     |                                       |                      |
| 李繩武         | 乾隆二十一年 1756年                   | 乾隆二十一年閏九月丁巳 1756年11月14日 | 改京口將軍           |
| 豆斌           | 乾隆二十一年閏九月丁巳 1756年11月14日 | 乾隆二十四年二月己巳 1759年3月16日    | 戰死                 |
| 傅魁（署理）   | 乾隆二十二年 1757年                   | 乾隆二十二年四月 1757年5月            | 被斬                 |
| 劉順（署理）   | 乾隆二十二年五月 1757年6月            |                                       |                      |
| 閻相師         | 乾隆二十四年 1759年                   | 乾隆二十四年七月丙辰 1759年8月30日    | 與甘肅提督互改       |
| 劉順           | 乾隆二十四年七月丙辰 1759年8月30日    | 乾隆二十六年十一月癸丑 1761年12月14日 | 因病免職，十二月去世 |
| 五福           | 乾隆二十六年十二月壬申 1762年1月2日   | 乾隆三十三年二月乙亥 1768年4月3日     | 改雲南提督           |
| 福永           | 隆三十三年二月乙亥 1768年4月3日       | 乾隆三十三年十月庚午 1768年11月24日   | 改正藍旗蒙古都統     |
| 馬銘勳         | 乾隆三十三年十月庚午 1768年11月24日   | 乾隆三十五年四月壬戌 1770年5月10日    | 改湖廣提督           |
| 巴彥弼         | 乾隆三十五年四月壬戌 1770年5月10日    | 乾隆三十八年九月丙子 1773年11月4日    | 奉召入京             |
| 俞金鰲         | 乾隆三十八年九月丙子 1773年11月4日    | 乾隆四十二年十一月庚午 1777年12月7日  | 與江南提督互調       |
| 陳杰           | 乾隆四十二年十一月庚午 1777年12月7日  | 乾隆四十三年 1778年                   | 憂免                 |
| 喬照           | 乾隆四十三年二月己未 1778年3月26日    | 乾隆四十六年七月甲寅 1781年9月1日     | 改浙江提督           |
| 彭廷棟         | 乾隆四十六年七月甲寅 1781年9月1日     | 乾隆四十九年閏三月辛未 1784年5月5日   | 降調                 |
| 劉鑑           | 乾隆四十九年閏三月辛未 1784年5月5日   | 乾隆四十九年四月庚戌 1784年6月13日    | 革職                 |
| 彭廷棟         | 乾隆四十九年四月庚戌 1784年6月13日    | 乾隆五十四年 1789年                   | 署大同鎮總兵         |
| 興奎           | 乾隆五十四年 1789年                   | 嘉慶四年八月己丑 1799年9月2日         | 改烏魯木齊都統       |
| 圖桑阿         | 嘉慶四年八月己丑 1799年9月2日         | 嘉慶六年九月 1801年10月               | 去世                 |
| 札勒杭阿       | 嘉慶六年十月戊午 1801年11月20日       | 嘉慶十年十月甲辰 1805年12月15日       | 改西安將軍           |
| 孫廷璧         | 嘉慶十年十月甲辰 1805年12月15日       | 嘉慶十年 1805年                       | 去世                 |
| 定柱           | 嘉慶十年十一月己未 1805年12月30日     | 嘉慶十七年七月 1812年8月              | 去世                 |
| 劉芬           | 嘉慶十七年八月壬子 1812年9月17日      | 嘉慶二十五年 1820年                   |                      |
| 蔡鼎           | 嘉慶二十五年五月壬戌 1820年6月17日    | 道光二年正月壬戌 1822年2月7日         | 奉召入京             |
| 達淩阿         | 道光二年正月壬戌 1822年2月7日         | 道光八年九月乙丑 1828年11月5日        | 改塔爾巴哈台參贊     |
| 英惠（兼署）   | 道光六年七月甲午 1826年8月17日        |                                       |                      |
| 呂天俸         | 道光八年 1828年                       | 道光八年 1828年                       | 因病免職             |
| 哈豐阿         | 道光八年十一月癸亥 1829年1月2日       | 道光十三年正月己卯 1833年2月26日      | 改廣州將軍           |
| 成格（署理）   | 道光十年九月戊午 1830年10月19日       |                                       |                      |
| 德克金布       | 道光十三年正月己卯 1833年2月26日      | 道光十五年八月癸未 1835年10月18日     | 改荊州將軍           |
| 中福           | 道光十五年八月癸未 1835年10月18日     | 道光二十四年六月壬子 1844年7月31日    | 因病免職             |
| 玉明           | 道光二十四年六月壬子 1844年7月31日    | 道光二十四年八月壬子 1844年9月29日    | 因病免職             |
| 成玉           | 道光二十四年八月壬子 1844年9月29日    | 道光二十七年十一月甲申 1847年12月15日 | 改綏遠將軍           |
| 托明阿         | 道光二十七年十一月甲申 1847年12月15日 | 道光二十八年二月辛未 1848年3月31日    | 與陝西提督互調       |
| 石玉生         | 道光二十八年二月辛未 1848年3月31日    | 道光三十年十月庚午 1850年11月15日     | 改陝西提督           |
| 桂明           | 道光三十年十月庚午 1850年11月15日     | 咸豐二年十一月乙亥 1853年1月8日       | 改陝西提督           |
| 業布沖額       | 咸豐二年十二月丙子 1854年1月9日       | 同治三年六月戊寅 1864年7月12日        | 因病免職             |
| 文祺           | 同治三年六月戊寅 1864年7月12日        | 同治四年正月甲辰 1865年2月3日         | 去世                 |
| 成祿           | 同治四年正月乙巳 1865年2月4日         | 同治十二年五月辛丑 1873年6月18日      | 革職                 |
| 成瑞           | 同治十二年五月丙午 1873年6月23日      | 光緒三年 1877年                       |                      |
| 博昌           | 光緒三年四月辛丑 1877年5月28日        | 光緒六年八月庚子 1880年9月8日         | 因病免職             |
| 金運昌（署理） | 光緒三年八月戊子 1877年9月12日        |                                       |                      |
| 金運昌         | 光緒六年八月辛丑 1880年9月9日         | 光緒十一年八月辛巳 1885年9月23日      | 因病免職，次年去世   |
| 譚上連         | 光緒十一年十月壬辰 1885年12月3日      | 光緒十六年四月己未 1890年6月7日       | 去世                 |
| 董福祥         | 光緒十六年四月己未 1890年6月7日       | 光緒二十一年十一月乙丑 1896年1月13日  | 改陝西提督           |
| 張俊           | 光緒二十一年十一月乙丑 1896年1月13日  | 光緒二十六年三月壬戌 1900年4月19日    | 去世                 |
| 張宗本（署理） | 光緒二十三年十二月癸未 1898年1月20日  | 光緒二十七年 1901年                   |                      |
| 羅榮光         | 光緒二十六年三月癸亥 1900年4月20日    |                                       | 未任，殉國           |
| 余虎恩         | 光緒二十六年六月丙申 1900年7月22日    | 光緒二十六年十月 1900年11月           |                      |
| 焦大聚         | 光緒二十六年十月己未 1900年12月12日   | 光緒三十年 1904年                     |                      |